# Fußball-Europameisterschaft 1984/Finalrunde
Die Finalrundenspiele der Fußball-Europameisterschaft 1984:

## Übersicht
Mit dem Ende der Gruppenphase waren vier Mannschaften für die Finalrunde qualifiziert:
| Gruppe 1      | Gruppe 2    |
| ------------- | ----------- |
| 1. Frankreich | 1. Spanien  |
| 2. Dänemark   | 2. Portugal |

|  | Halbfinale | Halbfinale |            |         | Finale | Finale |
|  |            |            |            |         |        |        |
|  |            |            |            |         |        |        |
|  | Frankreich | 131        |            |         |        |        |
|  | Portugal   | 2          |            |         |        |        |
|  |            |            | Frankreich | 2       |        |        |
|  |            |            |            | Spanien | 0      |        |
|  | Spanien    | 21 (5)2    |            |         |        |        |
|  | Dänemark   | 1 (4)      |            |         |        |        |
|  |            |            |            |         |        |        |

1 Sieg nach Verlängerung
2 Sieg im Elfmeterschießen

## Halbfinale

### Frankreich – Portugal 3:2n.V.(1:1, 1:0)
| Frankreich                                                       | Frankreich | Portugal | Portugal | Aufstellung                           |
| ---------------------------------------------------------------- | --- | --- | -------- | ------------------------------------- |
| Frankreich                                                       | \| 1. Halbfinale \| \| Samstag, 23. Juni 1984, 20:00 Uhr in Marseille (Stade Vélodrome) \| \| Zuschauer: 54.848 \| \| Schiedsrichter: Paolo Bergamo ( Italien) \|                                                                                        | \| 1. Halbfinale \| \| Samstag, 23. Juni 1984, 20:00 Uhr in Marseille (Stade Vélodrome) \| \| Zuschauer: 54.848 \| \| Schiedsrichter: Paolo Bergamo ( Italien) \|                                                                 | Portugal | Aufstellung Frankreich gegen Portugal |
| Frankreich                                                       | Joël Bats – Maxime Bossis – Patrick Battiston, Yvon Le Roux, Jean-François Domergue – Luis Fernández, Jean Tigana, Michel Platini , Alain Giresse – Bernard Lacombe (66. Jean-Marc Ferreri), Didier Six (101. Bruno Bellone) Cheftrainer: Michel Hidalgo | Manuel Bento – João Pinto, António Lima Pereira, Eurico, Álvaro – António Frasco, Jaime Pacheco, António Sousa (63. Tamagnini Nené), Fernando Chalana – Rui Jordão, Diamantino (46. Fernando Gomes) Cheftrainer: Fernando Cabrita | Portugal | Aufstellung Frankreich gegen Portugal |
| Frankreich                                                       | 1:0 Domergue (24.) 2:2 Domergue (114.) 3:2 Platini (119.) | 1:1 Jordão (74.) 1:2 Jordão (98.) | Portugal | Aufstellung Frankreich gegen Portugal |
| Frankreich                                                       | Lacombe (44.) | Lima Pereira (26.), Eurico (89.), Gomes (104.) | Portugal | Aufstellung Frankreich gegen Portugal |
| 1. Halbfinale                                                    | | |          |                                       |
| Samstag, 23. Juni 1984, 20:00 Uhr in Marseille (Stade Vélodrome) | | |          |                                       |
| Zuschauer: 54.848                                                | | |          |                                       |
| Schiedsrichter: Paolo Bergamo ( Italien)                         | | |          |                                       |

### Spanien – Dänemark 1:1n.V.(1:1, 0:1), 5:4i.E.
| Spanien                                                      | Spanien | Dänemark | Dänemark | Aufstellung                        |
| ------------------------------------------------------------ | --- | --- | -------- | ---------------------------------- |
| Spanien                                                      | \| 2. Halbfinale \| \| Sonntag, 24. Juni 1984, 20:00 Uhr in Lyon (Stade de Gerland) \| \| Zuschauer: 47.843 \| \| Schiedsrichter: George Courtney ( England) \|                                                                                   | \| 2. Halbfinale \| \| Sonntag, 24. Juni 1984, 20:00 Uhr in Lyon (Stade de Gerland) \| \| Zuschauer: 47.843 \| \| Schiedsrichter: George Courtney ( England) \| | Dänemark | Aufstellung Spanien gegen Dänemark |
| Spanien                                                      | Luis Arconada – Antonio Maceda – Juan Señor, Salva (102. Santiago Urquiaga), José Antonio Camacho – Ricardo Gallego, Víctor Muñoz, Julio Alberto (60. Manuel Sarabia), Rafael Gordillo – Santillana, Francisco Carrasco Cheftrainer: Miguel Muñoz | Ole Qvist – Morten Olsen (113. Kenneth Brylle Larsen) – Søren Busk, Ivan Nielsen – Klaus Berggreen, Frank Arnesen (68. Jesper Olsen), Jens Jørn Bertelsen, John Sivebæk, Søren Lerby – Michael Laudrup, Preben Elkjær Larsen Cheftrainer: Josef Piontek ( Deutschland) | Dänemark | Aufstellung Spanien gegen Dänemark |
| Spanien                                                      | 1:1 Maceda (68.) | 0:1 Lerby (7.) | Dänemark | Aufstellung Spanien gegen Dänemark |
| Spanien                                                      | Elfmeterschießen | | Dänemark | Aufstellung Spanien gegen Dänemark |
| Spanien                                                      | 1:1 Santillana 2:2 Señor 3:3 Urquiaga 4:4 Víctor Muñoz 5:4 Sarabia | 0:1 Brylle Larsen 1:2 J.Olsen 2:3 Laudrup 3:4 Lerby Elkjær Larsen schießt über das Tor | Dänemark | Aufstellung Spanien gegen Dänemark |
| Spanien                                                      | Gordillo (20.), Salva (24.), Víctor Muñoz (29.), Maceda (87.), Arconada (120.) | Berggreen (71.), J.Olsen (74.), Elkjær Larsen (119.) | Dänemark | Aufstellung Spanien gegen Dänemark |
| Spanien                                                      | Berggreen (106.) | | Dänemark | Aufstellung Spanien gegen Dänemark |
| 2. Halbfinale                                                | | |          |                                    |
| Sonntag, 24. Juni 1984, 20:00 Uhr in Lyon (Stade de Gerland) | | |          |                                    |
| Zuschauer: 47.843                                            | | |          |                                    |
| Schiedsrichter: George Courtney ( England)                   | | |          |                                    |

## Finale

### Frankreich – Spanien 2:0 (0:0)
| Frankreich                                                       | Frankreich | Spanien | Spanien | Aufstellung                          |
| ---------------------------------------------------------------- | --- | --- | ------- | ------------------------------------ |
| Frankreich                                                       | \| Finale \| \| Mittwoch, 27. Juni 1984 um 20:00 Uhr in Paris (Parc des Princes) \| \| Zuschauer: 47.368 \| \| Schiedsrichter: Vojtěch Christov ( Tschechoslowakei) \|                                                                                    | \| Finale \| \| Mittwoch, 27. Juni 1984 um 20:00 Uhr in Paris (Parc des Princes) \| \| Zuschauer: 47.368 \| \| Schiedsrichter: Vojtěch Christov ( Tschechoslowakei) \|                                                              | Spanien | Aufstellung Frankreich gegen Spanien |
| Frankreich                                                       | Joël Bats – Maxime Bossis – Patrick Battiston (73. Manuel Amoros), Yvon Le Roux, Jean-François Domergue – Jean Tigana, Luis Fernández, Michel Platini , Alain Giresse – Bernard Lacombe (80. Bernard Genghini), Bruno Bellone Cheftrainer: Michel Hidalgo | Luis Arconada – Ricardo Gallego – Santiago Urquiaga, Salva (85. Roberto), José Antonio Camacho – Juan Señor, Víctor Muñoz, Julio Alberto (77. Manuel Sarabia), Francisco – Santillana, Francisco Carrasco Cheftrainer: Miguel Muñoz | Spanien | Aufstellung Frankreich gegen Spanien |
| Frankreich                                                       | 1:0 Platini (57.) 2:0 Bellone (90.) | | Spanien | Aufstellung Frankreich gegen Spanien |
| Frankreich                                                       | Fernández (27.), Le Roux (53.) | Gallego (27.), Carrasco (30.) | Spanien | Aufstellung Frankreich gegen Spanien |
| Frankreich                                                       | Le Roux (86.) | | Spanien | Aufstellung Frankreich gegen Spanien |
| Finale                                                           | | |         |                                      |
| Mittwoch, 27. Juni 1984 um 20:00 Uhr in Paris (Parc des Princes) | | |         |                                      |
| Zuschauer: 47.368                                                | | |         |                                      |
| Schiedsrichter: Vojtěch Christov ( Tschechoslowakei)             | | |         |                                      |